# Karin Jäger
Karin Jäger (ur. 31 lipca 1961 w Korbach) – niemiecka biegaczka narciarska, srebrna medalistka mistrzostw świata juniorów.

## Kariera
W 1977 roku wystąpiła na mistrzostwach świata juniorów w Sainte-Croix, zajmując czwarte miejsce w biegu na 5 km techniką klasyczną oraz drugie w sztafecie. Podczas rozgrywanych dwa lata później mistrzostw świata juniorów w Mont-Sainte-Anne zajęła odpowiednio 31. i 8. miejsce. Ponadto na mistrzostwach świata juniorów w Örnsköldsvik w 1980 roku była dziesiąta w biegu na 5 km oraz szósta w sztafecie.
W Pucharze Świata zadebiutowała 9 stycznia 1982 roku w Klingenthal, zajmując 11. miejsce w biegu na 10 km. Tym samym już w swoim debiucie zdobyła pierwsze pucharowe punkty. Na podium zawodów tego cyklu jedyny raz stanęła 28 marca 1982 roku w Szczyrbskim Jeziorze, kończąc bieg na 10 km techniką klasyczną na trzeciej pozycji. W zawodach tych wyprzedziły ją jedynie Blanka Paulů z Czechosłowacji i Norweżka Berit Aunli. Najlepsze rezultaty osiągnęła w sezonie 1981/1982, kiedy zajęła ósme miejsce w klasyfikacji generalnej.
W 1980 roku wystąpiła na igrzyskach olimpijskich w Lake Placid, gdzie zajęła 26. miejsce w biegu na 10 km i 32. miejsce w biegu na 5 km. Startowała też na dwóch kolejnych edycjach tej imprezy, zajmując 19. miejsce na dystansie 20 km podczas igrzysk w Sarajewie w 1984 roku oraz jedenaste w sztafecie na igrzyskach olimpijskich w Calgary cztery lata później. W międzyczasie wzięła udział w mistrzostwach świata w Oslo w 1982 roku, gdzie zajęła dziesiąte miejsce w biegu na 20 km, dwunaste na 10 km oraz szesnaste w biegu na 5 km.

## Osiągnięcia

### Igrzyska olimpijskie
| Miejsce | Dzień     | Rok  | Miejscowość | Konkurencja             | Czas biegu | Strata   | Zwyciężczyni           |
| ------- | --------- | ---- | ----------- | ----------------------- | ---------- | -------- | ---------------------- |
| 32.     | 15 lutego | 1980 | Lake Placid | 5 km stylem klasycznym  | 15:06,92   | +1:31,60 | Raisa Smietanina       |
| 26.     | 18 lutego | 1980 | Lake Placid | 10 km stylem klasycznym | 30:31,54   | +2:30,20 | Barbara Petzold        |
| 33.     | 9 lutego  | 1984 | Sarajewo    | 10 km stylem klasycznym | 31:44,2    | +3:21,0  | Marja-Liisa Hämäläinen |
| 19.     | 18 lutego | 1984 | Sarajewo    | 20 km stylem klasycznym | 1:01:45,0  | +4:35,2  | Marja-Liisa Hämäläinen |
| 24.     | 14 lutego | 1988 | Calgary     | 10 km stylem klasycznym | 30:08,3    | +2:01,2  | Vida Vencienė          |
| 28.     | 17 lutego | 1988 | Calgary     | 5 km stylem klasycznym  | 15:04,0    | +1:24,0  | Marjo Matikainen       |
| 11.     | 21 lutego | 1988 | Calgary     | Sztafeta 4 × 5 km       | 59:51,1    | +5:57,5  | ZSRR                   |
| 35.     | 25 lutego | 1988 | Calgary     | 20 km stylem dowolnym   | 55:33,6    | +6:41,0  | Tamara Tichonowa       |

### Mistrzostwa świata
| Miejsce | Dzień       | Rok  | Miejscowość      | Konkurencja             | Czas biegu | Strata  | Zwyciężczyni            |
| ------- | ----------- | ---- | ---------------- | ----------------------- | ---------- | ------- | ----------------------- |
| 12.     | 19 lutego   | 1982 | Oslo             | 10 km stylem dowolnym   | 29:25,9    | +1:34,2 | Berit Aunli             |
| 16.     | 21 lutego   | 1982 | Oslo             | 5 km stylem dowolnym    | 14:30,2    | +41,3   | Berit Aunli             |
| 10.     | 26 lutego   | 1982 | Oslo             | 20 km stylem klasycznym | 1:06:16,9  | +2:37,7 | Raisa Smietanina        |
| 22.     | 19 stycznia | 1985 | Seefeld in Tirol | 10 km stylem dowolnym   | 30:54,8    | +2:50,2 | Anette Bøe              |
| 11.     | 23 stycznia | 1985 | Seefeld in Tirol | Sztafeta 4 × 5 km       | 1:04:50,1  | +8:03,0 | ZSRR                    |
| 21.     | 26 stycznia | 1985 | Seefeld in Tirol | 20 km stylem klasycznym | 59:19,1    | +4:36,9 | Grete Ingeborg Nykkelmo |

### Mistrzostwa świata juniorów
| Miejsce | Dzień       | Rok  | Miejscowość      | Konkurencja            | Czas biegu | Strata   | Zwycięzca        |
| ------- | ----------- | ---- | ---------------- | ---------------------- | ---------- | -------- | ---------------- |
| 4.      | ? lutego    | 1977 | Sainte-Croix     | 5 km stylem klasycznym | 18:56,95   | +10,83   | Birgit Schreiber |
| 2.      | ? lutego    | 1977 | Sainte-Croix     | Sztafeta 3 × 5 km      | 1:05:21,71 | +1:23,95 | NRD              |
| 31.     | 16 lutego   | 1979 | Mont-Sainte-Anne | 5 km stylem klasycznym | 16:25,64   | +2:19,37 | Marlies Rostock  |
| 8.      | 18 lutego   | 1979 | Mont-Sainte-Anne | Sztafeta 3 × 5 km      | 50:00,19   | +3:33,20 | NRD              |
| 10.     | luty/marzec | 1980 | Örnsköldsvik     | 5 km stylem klasycznym | 16:49,97   | +33,14   | Brit Pettersen   |
| 6.      | luty/marzec | 1980 | Örnsköldsvik     | Sztafeta 3 × 5 km      | 49:51      | +2:03    | Norwegia         |

### Puchar Świata

#### Miejsca w klasyfikacji generalnej
- sezon 1981/1982: 8.
- sezon 1982/1983: 17.
- sezon 1983/1984: 21.
- sezon 1984/1985: 29.
- sezon 1987/1988: 49.

#### Miejsca na podium
| Nr | Dzień    | Rok  | Miejscowość   | Konkurencja             | Czas biegu | Strata | Miejsce | Zwycięzca    |
| -- | -------- | ---- | ------------- | ----------------------- | ---------- | ------ | ------- | ------------ |
| 1. | 28 marca | 1982 | Štrbské Pleso | 10 km stylem klasycznym | ?          | ?      | 3.      | Blanka Paulů |